# Macmillan (fiume)

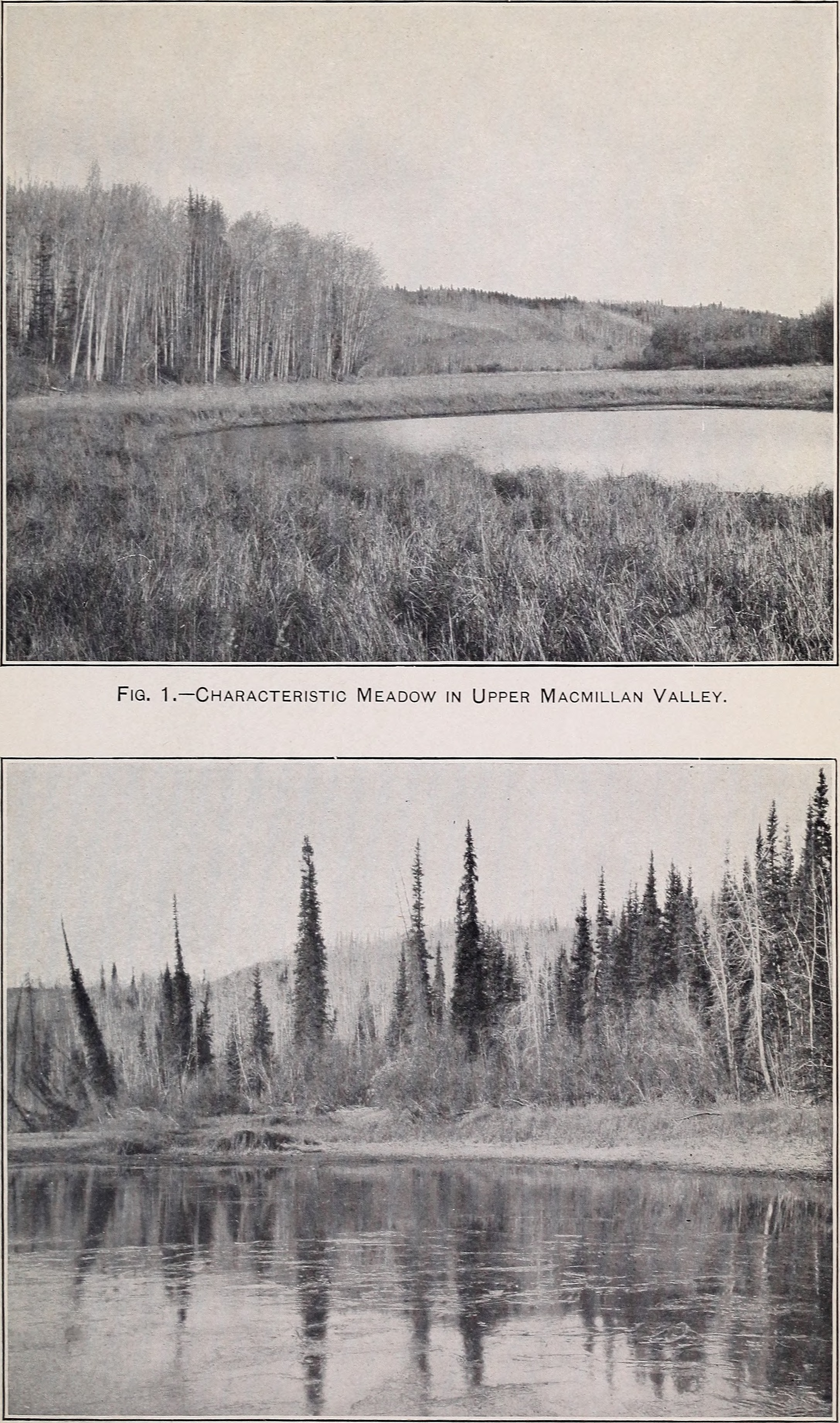
La valle del Macmillan in foto del 1909

Il Macmillan è un fiume del Canada che scorre nello Yukon. Il fiume nasce dai Monti Mackenzie e dopo circa 240 chilometri, poco a monte dal centro abitato di Pelly Crossing, si immette nel fiume Pelly.